# راگون-یسنیتس
شهر راگون-یسنیتس (به آلمانی: Raguhn-Jeßnitz) در ایالت زاکسن-آنهالت در کشور آلمان واقع شده‌است.